# Ordem da Libertação
A Ordem da Libertação (em francês: L’ordre de la Libération) é uma ordem francesa, criada pelo general de Gaulle em 1940 e destinada a "recompensar as pessoas ou as comunidades militares e civis que terão se destacado no trabalho de libertação da França e de seu Império" durante a Segunda Guerra Mundial.
É a segunda ordem nacional francesa após a da Legião de Honra, e tem apenas um posto. Está encerrado desde 1946, e apenas 1.061 cruzamentos foram concedidos a indivíduos, unidades militares e comunas, em reconhecimento às realizações realizadas pela Libertação. Seus titulares têm direito ao título de Companheiro da Libertação.
A insígnia da ordem é a cruz de Lorena e traz a inscrição: "Patriam servando, victoriam tulit" ("Ao servir a pátria, ele ganhou a vitória"). A fita verde e preta simboliza o estado da França em 1940, combinando o preto do luto com o verde da esperança.

## História
Após a batalha de Dacar em 25 de setembro de 1940, o general De Gaulle não conseguiu reunir a África Ocidental Francesa (ao contrário da África Equatorial Francesa) e entendeu que a libertação da França seria longa. Foi nesse contexto que ele criou a Ordem da Libertação em 16 de novembro de 1940 em Brazzaville (República do Congo), para recompensar pessoas ou comunidades que se destacaram pela libertação da França. Originalmente, o general de Gaulle pensou em nomear os titulares dessa decoração como "cruzados da libertação" (ele expressou essa intenção em um telegrama de 15 de novembro de 1940 ao coronel Fontaine). Mas, seguindo o conselho de René Cassin, que enfatiza notavelmente a presença de muçulmanos e judeus nas fileiras da França livre, o termo enfático e obsoleto, referente às cruzadas, é abandonado em favor dos Companheiros da Libertação.
Desde 29 de janeiro de 1941, os cinco primeiros Companheiros da Libertação foram nomeados e, assim, formaram o primeiro conselho da ordem. Eles são Henri Bouquillard, Félix Éboué, Emmanuel d'Harcourt, Edmond Popieul e Georges Thierry d'Argenlieu. Ele concebe essa ordem como uma ordem religiosa, nomeando o primeiro chanceler da ordem Almirante d'Argenlieu, ex-chefe dos Carmelitas de Paris.
Apenas 1.038 pessoas, cinco cidades e dezoito unidades de combate receberam esta decoração entre janeiro de 1941 e janeiro de 1946.
Ao deixar o poder em janeiro de 1946, o General de Gaulle assinou um decreto de encerramento que encerrou a concessão da Cruz da Libertação (decreto de 23 de janeiro de 1946), porque o objetivo da libertação foi alcançado. Foi apenas em duas ocasiões excepcionais que a ordem foi reaberta por seu grão-mestre, general de Gaulle. Um em 1958 por Winston Churchill, primeiro ministro do Reino Unido, e o outro postumamente em 1960 por George VI, rei do Reino Unido.
O cargo de Chanceler da Ordem foi ocupado em 12 de outubro de 2011 por Fred Moore, que sucedeu o professor François Jacob nomeado em outubro de 2007 e ele foi o último titular até sua morte.
A ordem prevê que o último companheiro seja enterrado no memorial de Mont Valérien, na gaveta nº 9.
Em 16 de novembro de 2012, o Conselho Nacional de Municípios "Compagnon de la Liberation" (Companheiros da Libertação), um estabelecimento público criado por uma lei de 1999, sucede ao Conselho da Ordem em sua administração. O chanceler Fred Moore torna-se delegado nacional.

## Insignia
A insignia da ordem é a cruz da Libertação, cujo desenho foi feito pelo capitão das Forças Francesas Livres, Tony Mella: é feito de um escudo de bronze polido retangular com 33 mm de altura por 30 mm de largura, portando uma espada de um companheiro de 60 mm de altura por 7 mm de largura, sobressaindo acima e abaixo, sobrecarregada com uma cruz preta de Lorena.
As cores da fita são pretas, expressando o luto da França oprimido pelos invasores, verdes, expressando a esperança da Pátria. Havia dois modelos de fita, o primeiro, com faixas pretas colocadas na diagonal, em inglês, concedido até agosto-setembro de 1942. Em seguida, foi substituído pela fita definitiva por faixas verticais.
No verso do escudo está inscrito o lema "Patriam Servando - Victoriam Tulit" ("Ao servir a pátria, ele venceu a vitória").
É usado no peito, à esquerda, logo após a Legião de Honra e antes da Medalha Militar.
O modelo da cruz foi produzido pela filial londrina da joalheria Cartier. As primeiras cruzes são feitas pela casa de John Pinches, em Londres. Segundo documentos recentemente descobertos por pesquisadores, e contrariamente à crença popular, a Monnaie de Paris não recuperou o estoque do fabricante Pinches de Londres (que ainda possuía esse pedido em seu catálogo de vendas no pós-guerra), mas as pequenas estoque de cruzetas de Pinches, bem como as matrizes usadas para fabricar cruzes de Pinches, mantidas pelo gabinete do general de Gaulle. É, portanto, a partir dessas matrizes que a Monnaie de Paris retomou a fabricação das Cruzes de Libertação no final de 1945, marcando-as com o seu "cornucópia", seguido pelas palavras "BRONZE" e "BR", daí a confusão.
Além da manufatura local, mais ou menos artesanal, nos vários territórios unidos à França livre (África, Oriente Médio, por exemplo), um bom número de fabricantes criou seus próprios modelos, mais ou menos fiéis aos modelos de referência do fabricante Pinches, em seguida, do Moeda de Paris. Os especialistas nesta decoração identificaram 26 modelos diferentes até o momento: moldagem e sobre-moldagem dos modelos de referência mencionados acima, modelos de fabricantes particulares (Aubert, René, Bacqueville, Mourgeon etc.), variantes com a cruz ou lacado de Lorena, nem esmaltado, nem pintado; cruz de Lorena pintada de marrom - e não preta como era a original, etc.

## A forragem
Por decreto de 23 de fevereiro de 1996, o Ministro da Defesa criou as forragens da Ordem da Libertação com o objetivo de perpetuar essa ordem e preservar do esquecimento a memória dos Companheiros da Libertação.
Em 18 de junho de 1996, em Mont Valérien, durante a cerimônia tradicional em comemoração ao chamado de 18 de junho de 1940, o Presidente da República, Jacques Chirac, entregou aos comandantes do corpo das 17 unidades dos Companheiros da Libertação (ou herdeiros do patrimônio das Unidades Companheiras) as forragens nas cores verde e preta da Ordem da Libertação.
Todos os membros das unidades militares em questão têm direito ao uso dessas forragens, além de duas exceções: os membros da tripulação do porta-aviões Charles de Gaulle (desde 14 de julho de 2011) e os soldados dos regimentos da DGSE. ou seja, o 44º regimento de infantaria (desde 17 de setembro de 2018).

## Organização

### Grão-mestre
O general de Gaulle foi o primeiro e único grão-mestre da ordem. Muito apegado a essa distinção, ele recebeu o colar do grão-mestre, no seu escritório, em 31 de agosto de 1947. Ele usa o colar do grão-mestre em sua fotografia oficial do Presidente da República, em vez do colar grande da Legião de Honra.
Em 9 de novembro de 1970, com a morte do general de Gaulle, o conselho da Ordem da Libertação decide que ele não terá sucessor.

### Chanceleres então delegados nacionais
De janeiro de 1941 a novembro de 2012, oito chanceleres se sucederam:
- Almirante Georges Thierry d'Argenlieu (1941-1958);
- O general François Ingold (1958-1962);
- M. Claude Hettier de Boislambert (1962-1978);
- O general do exército Jean Simon (1978-2002);
- O general do exército Alain de Boissieu (2002-2006);
- M. Pierre Messmer (2006-2007);
- M. François Jacob (2007-2011);
- M. Fred Moore (2011-2012), chanceler de honra (2017);
- M. Daniel Cordier, chanceler de honra depois 2017.

Desde novembro de 2012, a função é delegada ao Conselho Nacional de Municípios "Companheiros da Libertação":
- M. Fred Moore (2012-2017);
- O general Christian Baptiste depois 2017.

### Secretários Gerais
- 1962-1990 : Jules Muracciole;
- 1990-2013 : Loïc Le Bastard[13];
- 2013-2017 : Yvan Thiébaut;
- depois 2017 : Aurélie Loison[14].

## Os Companheiros
Foram concedidas 1.061 cruzes no total:
- 1.038 a pessoas;
- Dezoito para unidades militares;
- Cinco para as cidades.

Não são necessários critérios de idade, sexo, classificação, origem e até nacionalidade. É o valor que conta e a excepcional qualidade dos serviços prestados, que não são exclusivamente serviços de combate.
O general De Gaulle fez questão de especificar o caráter excepcional dessa ordem, e escreve: "Oferecem-me candidatos que, embora sejam combatentes muito valiosos e valentes, não atendem às condições bastante excepcionais que justificam a adesão em pedido ”.
Durante a Segunda Guerra Mundial, a decoração era muitas vezes premiada sob pseudônimo ou identidade de guerra. É o caso de Jean Moulin, por exemplo, que foi feito companheiro de libertação em 17 de outubro de 1942, sob o nome de "Corporal Mercier".

### Pessoas
Das 1.038 pessoas decoradas com a Cruz da Libertação, 65 foram mortas antes do final da guerra e 260 a receberam postumamente.
Um governador colonial:
Governador Geral Félix Eboué.
Seis mulheres receberam a Cruz da Libertação:
- Berty Albrecht;
- Laure Diebold;
- Marie Hackin;
- Marcelle Henry;
- Simone Michel-Lévy;
- Émienne Moreau-Évrard.

Somente Laure Diebold e Émilienne Moreau-Evrard a receberam durante a vida, as outras quatro mulheres sendo decoradas postumamente.

### Unidades Militares

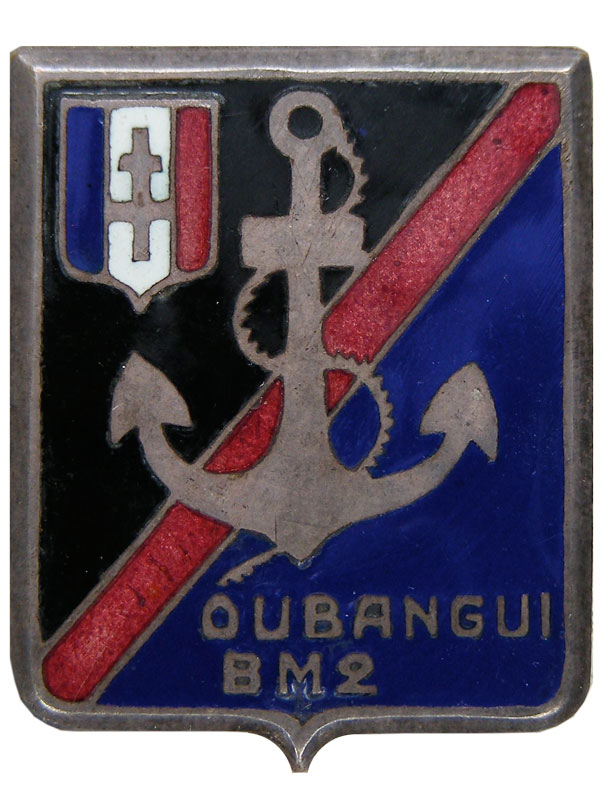
Distintivo do Batalhão nº 2 de Março de Oubangui-Chari (África Equatorial Francesa).

#### Exército
- Batalhão nº 2 de Março.;
- 13ª Meia-Brigada da Legião Estrangeira;
- Batalhão de Infantaria do Pacífico e da Marinha;
- Regimento de Marcha do Chade;
- 2º Regimento de Infantaria Colonial;
- 1º regimento de artilharia colonial;
- 1º Grupo do 3º Regimento de Artilharia Colonial;
- 1º Regimento de marcha das termas marroquinas;
- 501º Regimento de tanques;

#### Marinha
- Submarino rubi.
- Corvette Aconit.
- 1º regimento de fuzileiros marinhos.

#### Força Aérea
- Esquadrão de caças francês n°1.
- Regimento de combatentes da Normandia-Niemen.
- 2º Regimento de Pára-quedistas da Força Aérea: doravante, o 1º Regimento de Pára-quedistas de Infantaria Marítima, como herdeiro das tradições, tem o direito, enquanto tal, de usar a forragem com as cores da Ordem da Libertação.
- Grupo de bombardeamento da Lorena.
- Grupo de caça Ile-de-France.
- Grupo de caça da Alsácia.

#### Cidades
- Nantes, por decreto de 11 de Novembro de 1941.
- Grenoble, por decreto de 4 de Maio de 1944.
- Paris, por decreto de 24 de Março de 1945.
- Vassieux-en-Vercors, por decreto de 4 de Agosto de 1945.
- Île-de-Sein, por decreto de 1 de Janeiro de 1946.

## Homenagem à Ordem da Libertação de 14 de Julho de 2015
No preâmbulo do desfile de 14 de Julho de 2015, em Paris, a Ordem da Libertação foi homenageada com uma guarda de honra por cada bandeira ou flâmula decorada com as dezoito unidades militares do Companheiros da Libertação, bem como cinco jovens meninos e meninas, cada uma com o Cruz da Libertação das cinco comunas do Companheiros da Libertação sobre uma almofada. Todos posicionados em frente à tribuna presidencial formando o "V" da Vitória. A música da tripulação da frota de Toulon, posicionada dentro do V, formando o contorno de uma cruz de Lorena. O Coro do exército francês veio para encher o interior da cruz.

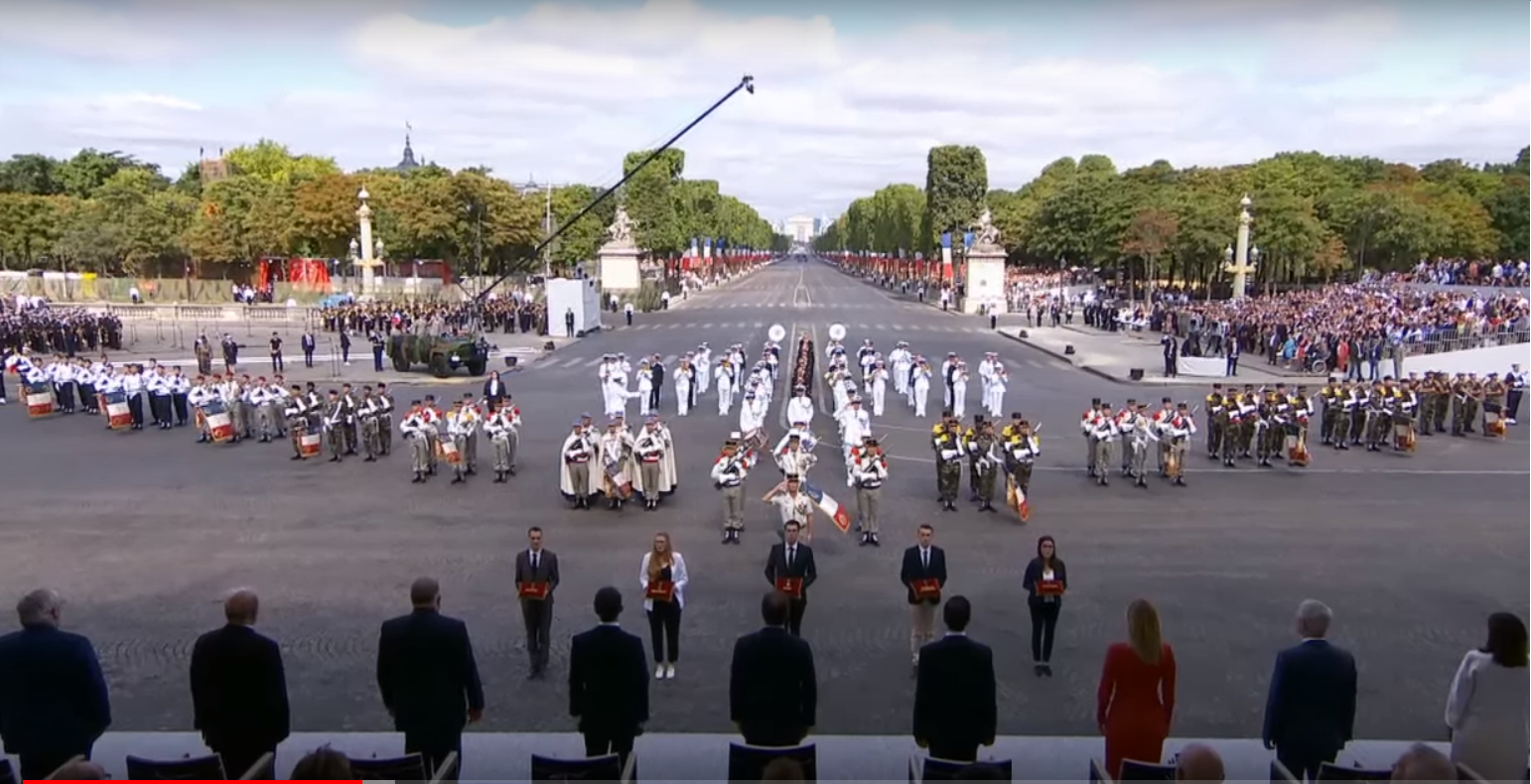
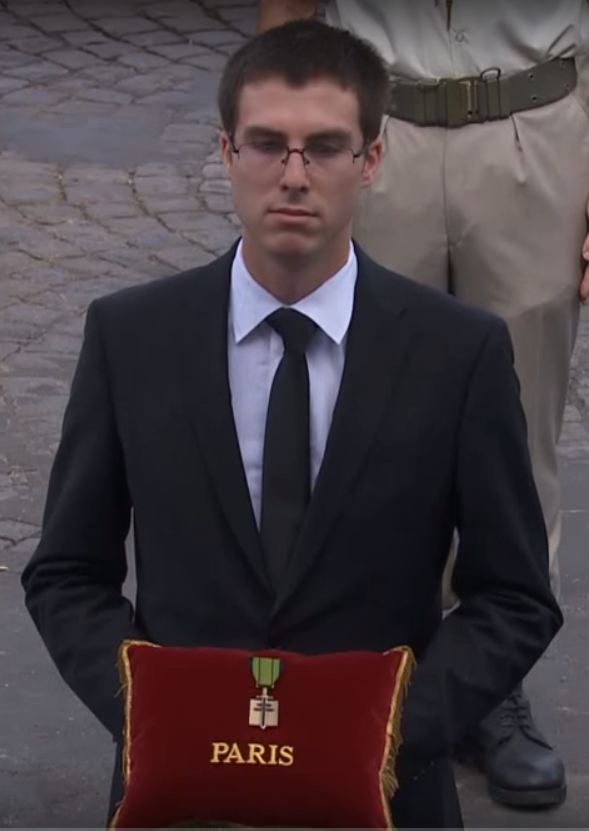
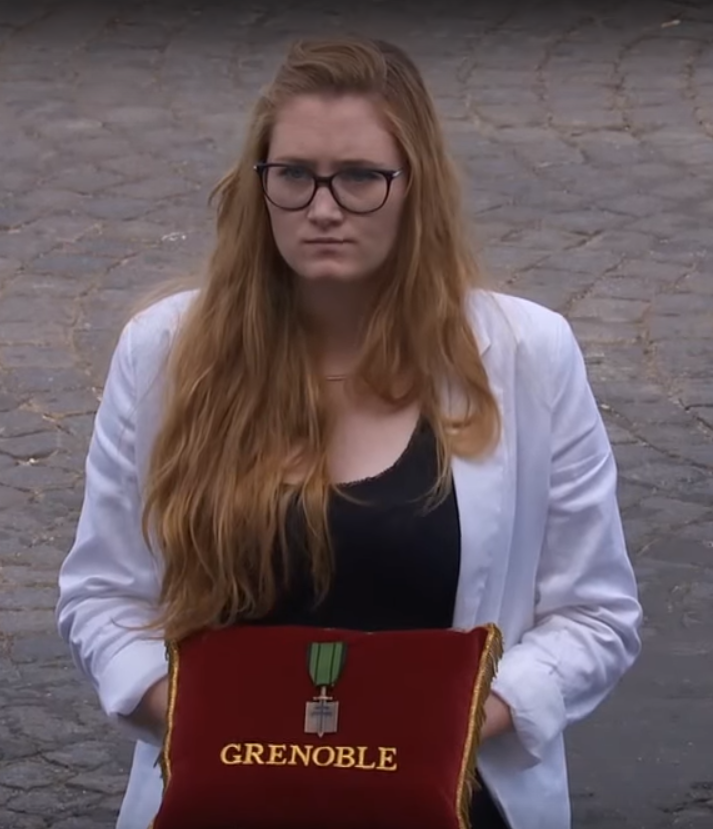
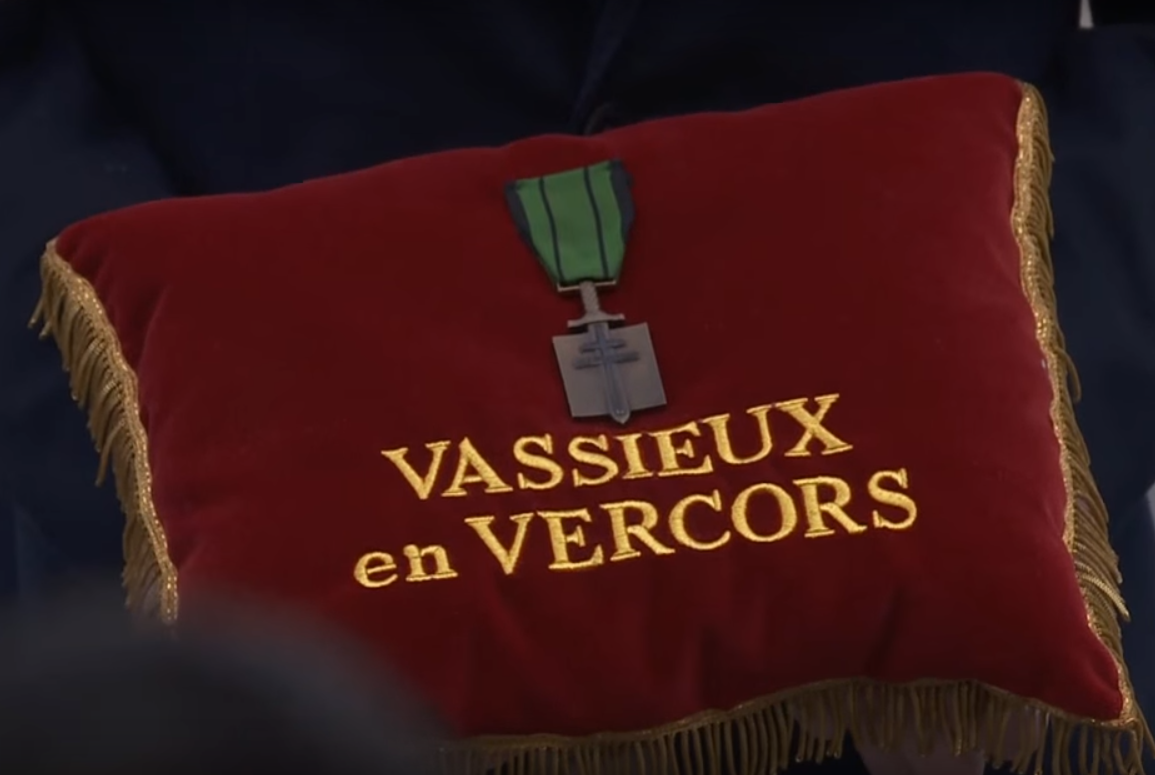
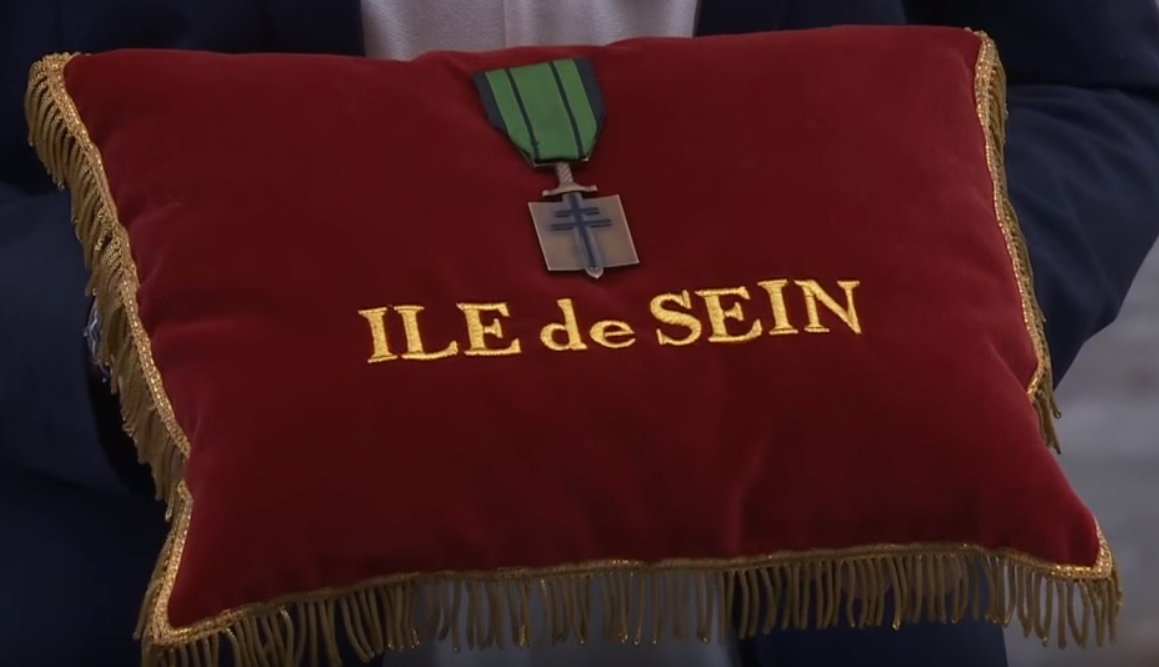

### Outros
A classe 2018-2021 da Escola Militar Especial de Saint-Cyr chama-se "Compagnons de la Libération" (Companheiros da Libertação).